# Alberto Casero Ávila
Alberto Casero Ávila   (Càceres, 15 de novembre de 1978) és un polític espanyol pertanyent al Partit Popular, va ser alcalde de la població extremenya Trujillo, també ser senador espanyol i en l'actualitat és diputat al Congrés dels Diputats per la circumscripció de Càceres.
Va saltar a la primera línia informativa el 3 de febrer de 2022 quan, per un error, va votar telemàticament a favor de la convalidació del decret de Reforma Laboral proposat pel govern de Pedro Sánchez, quan tot el seu partit polític el va fer en contra. Sense el vot favorable d'Alberto Casero el decret no hauria aconseguit la convalidació.